# Ich Troje
Ich Troje – polski zespół pop-rockowy, założony 3 listopada 1995 w Łodzi przez Jacka Łągwę i Michała Wiśniewskiego. Żeński skład grupy wielokrotnie się zmieniał, trzon zespołu od samego początku tworzą jego założyciele.
Zespół nagrywa piosenki głównie w języku polskim, w przeszłości zespół tworzył także w językach: niemieckim, angielskim, hiszpańskim, rosyjskim, włoskim i francuskim. Od debiutu w 1996 zespół nagrał i wydał jedenaście albumów studyjnych: Intro (1996), ITI Cd. (1997), 3 (1999), Ad. 4 (2001), Po piąte... a niech gadają (2002), 6-ty ostatni przystanek (2004), 7 grzechów głównych (2006), Ósmy obcy pasażer (2008), Pierwiastek z dziewięciu (2017), Projekt X (2022) i Wybiła jedenasta (2025), a także dwa albumy złożone z kompilacji największych przebojów zespołu. Za albumy Ad. 4 i Po piąte... a niech gadają zespół uzyskał certyfikat diamentowej płyty za sprzedaż w ponad półmilionowym nakładzie. Zespół wylansował wiele przebojów, m.in. „Prawo”, „A wszystko to... (bo ciebie kocham)!”, „Powiedz”, „Zawsze z Tobą chciałbym być...”, „Razem a jednak osobno” i „Keine Grenzen – Żadnych granic”.
Zdobywcy licznych wyróżnień muzycznych, m.in. nagrody publiczności w konkursie „Premier” podczas 38. Krajowego Festiwalu Piosenki Polskiej w Opolu w 2001 oraz pięciu Superjedynek na edycjach festiwalu, a także nagrody publiczności i Grand Prix 24. Festiwalu Krajów Nadbałtyckich w 2001. Reprezentanci Polski w Konkursie Piosenki Eurowizji w 2003 i 2006.

## Historia zespołu

### Początki
W grudniu 1994 Michał Wiśniewski poznał Jacka Łągwę, z którym pracował przy realizacji musicalu Wielki testament (reż. Jerzy Zbiróg) opartego na tekstach François Villona. W kwietniu 1995 otworzyli pierwszy profesjonalny klub karaoke w Polsce, w którym również występowali; początkowo działali przy Teatrze Muzycznym w Łodzi, cztery miesiące później przenieśli imprezy do restauracji „Pera”, a następnie do klubu „Wall Street”. W tym okresie zrealizowali nagrania studyjne do Wielkiego testamentu, a w studiu wokalnie wsparli ich Artur Pastuszko oraz Magda Pokora, którą dostrzegli na imprezie w klubie karaoke. Spektakl zebrał chłodne recenzje i po zaledwie kilku przedstawieniach został zdjęty z afisza. Wiśniewski i Łągwa w 1995 wydali piosenki ze spektaklu na kasetach pt. Rock’n’Villon, które sprzedawali w swoim klubie karaoke. W końcu razem z Pokorą uformowali zespół Ich Troje, którego nazwa nawiązywała do filmu Andrew Fleminga o tym samym tytule.

### 1996–1997:IntroiITI cd.
Wkrótce zaczęli kompletować piosenki i określili, że jako zespół chcą nagrywać utwory zbliżone gatunkowo do muzyki pop i poezji śpiewanej. W styczniu 1996 w podwarszawskim Izabelin Studio zarejestrowali piosenki: „Prawo”, „Jeanny” (z repertuaru Falco), „Ci wielcy”, „Niecierpliwi myśliwi” i „Spadam”. Nagrane piosenki umieścili na demo, z którym następnie udali się do Warszawy, by zainteresować nimi szefów firm fonograficznych, m.in. PolyGramu i Sony Music. W 1996 podpisali z wytwórnią Koch International kontrakt na wydanie trzech płyt. W ciągu kolejnych trzech miesięcy dokończyli nagrania materiału na debiutancki album; realizatorami nagrań byli Jarosław Pruszkowski i Stanisław Bokowy. W maju wydali singiel z piosenkami: „Prawo”, „Jeanny” i „Spadam”, a także nagrali teledyski do utworów „Prawo” i „Ci wielcy”. 9 lipca zagrali pierwszy koncert jako Ich Troje, który zorganizowało im Radio Classic na placu Henryka Dąbrowskiego w Łodzi. Występ został życzliwie przyjęty przez publiczność. Wydali także Singiel II z piosenkami: „Ci wielcy”, „Lęk”, „Cień” i „Prawo”.
9 września 1996 wydali swój debiutancki album pt. Intro. W ramach promocji płyty wzięli udział w uroczystej premierze albumu w warszawskim klubie „Classic Terra”, w którym wyemitowali piosenki i teledyski licznie zebranym dziennikarzom. Po wydaniu albumu Wiśniewski założył oficjalny fanklub Ich Troje oraz zainicjował powstanie witryny internetowej www.ichtroje.pl. Największą popularnością z płyty cieszył się utwór „Prawo”, który zadebiutował na trzecim miejscu w notowaniu Muzycznej Jedynki i utrzymał się na szczycie listy przez 16 tygodni. Ich piosenki emitowane były w lokalnych rozgłośniach radiowych, zapewniając zespołowi coraz większą rozpoznawalność. Mimo to ich utwory nie były grane w ogólnopolskich rozgłośniach radiowych. Wiśniewski samodzielnie zajął się promocją zespołu, m.in. rozwoził płyty Ich Troje po sklepach i hurtowniach, a także kontraktował dla grupy coraz więcej koncertów w okolicznych domach kultury i salach koncertowych. Już wtedy podczas występów muzycy często się przebierali (np. w lateksowe kostiumy) i wykorzystywali rekwizyty (np. pochodnie), a na scenie towarzyszyła im grupa taneczna „3 Dance”, której choreografem był Adam Śnieg. Wkrótce też zaczęli grać koncerty poza Łodzią i występowali jako support brytyjskiego zespołu Smokie. Ich koncerty zbierały pochlebne recenzje, byli chwaleni za innowacyjny, teatralny sposób prezentowania się na scenie. Po jednym z koncertów zostali zaproszeni do występu w programie TVP1 Kawa czy herbata? przez Krzysztofa Kotowskiego, który wkrótce został menedżerem Ich Troje. Za sprzedaż Intro w nakładzie ponad 50 tys. egzemplarzy odebrali w czerwcu 1997 certyfikat złotej płyty. Dzięki wysokiemu nakładowi sprzedanych płyt zostali zaproszeni do występu na 34. Krajowym Festiwalu Piosenki Polskiej w Opolu, na którym wykonali „Prawo”.
Od maja do lipca 1997 nagrywali w Izabelin Studio materiał na drugą płytę. Rozczarowani biernością wytwórni Koch w promocję Ich Troje, jeszcze przed wydaniem albumu renegocjowali umowę z firmą, która gwarantowała muzykom prawo do zerwania kontraktu, jeśli nakład nowej płyty nie osiągnie 100 tys. sztuk w cztery miesiące od premiery. Album pt. ITI Cd. został wydany 18 września 1997 i był promowany singlem „Lustro”. Premierze towarzyszyła promocja radiowa (w kilkunastu lokalnych rozgłośniach oraz w ogólnopolskim radiu RMF FM), a także spotkania autorskie w Łodzi i kilku pobliskich miastach oraz koncert w łódzkiej Hali Sportowej. Mimo intensywnej promocji album uzyskał niskie wyniki sprzedaży, dlatego kilka miesięcy po premierze płyty wygasł kontrakt Ich Troje z Koch. W tym czasie, na zlecenie Telewizji Regionalnej Bydgoszcz, zespół napisał i nagrał piosenkę „Milion serc” na potrzeby promocji Wielką Orkiestrę Świątecznej Pomocy, a dochód ze sprzedaży 1 tys. sztuk singla zasilił konto WOŚP. Muzycy otrzymali też propozycję nagrania piosenki do filmu Marcina Ziębińskiego Gniew, jednak do realizacji planu nie doszło z uwagi na konflikt Ich Troje z wytwórnią.

### 1998–2000:3
Po zakończeniu współpracy z Koch podpisali kontrakt z wytwórnią PolyGram. Wiśniewski pod koniec 1997 w swoim domu pod Łodzią otworzył wraz z Matthiasem Reimem studio nagrań „Reim Music Factory”, w którym wraz z Łągwą i Pokorą pracował nad trzecią płytą Ich Troje. W maju 1998 w berlińskim studiu nagrali utwór „ŁKS mistrzem Polski”, będący hymnem Łódzkiego Klubu Sportowego. Singiel z tą piosenką rozszedł się w nakładzie 2 tys. egzemplarzy. Zespół wcześniej złożył propozycję nagrania piosenki klubowej Widzewowi Łódź, jednak klub odrzucił ofertę. Również w 1998 zagrali kolejną serię koncertów oraz wystąpili m.in. w świątecznym odcinku programu TVP Rower Błażeja.
24 maja 1999, po dwóch miesiącach nagrań, nakładem Universal Music Polska wydali album pt. 3. Premierę płyty poprzedzili wydaniem singla „A wszystko to... (bo ciebie kocham)!”, będącego coverem piosenki „Alles aus Liebe” zespołu Die Toten Hosen, który to stał się wielkim przebojem i zapewnił Ich Troje ogólnopolski rozgłos. Za utwór otrzymali nagrodę Play Box przyznawaną przez rozgłośnie radiowe. Dzięki sukcesowi trzeciej płyty jeszcze więcej koncertowali po kraju. 28 września 1999 nakładem wytwórni Koch ukazała się składanka przebojów Ich Troje pt. The Best of.... W grudniu 1999 zespół wydał reedycję 3, wzbogaconą o remiksy piosenek „A wszystko to… (bo ciebie kocham!)” i „Jeanny – End of the Story” oraz wiązankę swoich przebojów „Hit Mix ’99” w aranżacji Marka Błaszczyka.
W 2000 nagrali hymn dla klubu koszykarskiego Warbud Polonia Warszawa oraz wystąpili w programie Muzyka łączy pokolenia, w którym zaprezentowali swoją interpretację przeboju Tercetu Egzotycznego „Pamelo żegnaj”. W tym okresie ich nowym menedżerem został Maciej Durczak.

### 2001:Ad. 4
Na początku 2001 zaczęli nagrania materiału na kolejny album. Wiśniewski w trakcie prac nad płytą zafarbował włosy na czerwono, czyniąc z nowej fryzury swój znak rozpoznawczy. W pierwszym kwartale roku muzycy nakręcili teledysk do singla „Razem, a jednak osobno”. 26 marca 2000 ogłosili odejście z Ich Troje Magdy Femme, która postanowiła skupić się na rozwoju kariery solowej. Po bezowocnym castingu na nową wokalistkę Wiśniewski i Łągwa zaprosili do współpracy Justynę Majkowską, która już wcześniej pracowała z duetem, nagrywając chórki do kilku utworów ze spektaklu Wielki testament. Majkowska początkowo miała jedynie śpiewać na koncertach Ich Troje do czasu znalezienia przez grupę docelowej wokalistki, jednak za namową Wiśniewskiego dołączyła do składu na stałe.
Pierwszy koncert Ich Troje w nowym składzie odbył się w kwietniu 2001 podczas studenckich połowinek w klubie Stodoła w Warszawie. Podczas koncertu muzyków dostrzegła Nina Terentiew, ówczesna dyrektor programowa TVP2, na której zaproszenie wystąpili w katowickim Spodku podczas telewizyjnego koncertu Kocham cię, życie. Również w kwietniu wydali singiel „Powiedz”, który stał się ogólnopolskim przebojem. W ramach zapowiedzi nowej płyty wystąpili w programie Teleexpress i telewizyjnym koncercie z okazji Święta Łodzi (19 maja 2001), na którym wykonali premierowe piosenki i hity z poprzednich albumów. W maju rozpoczęli kolejną trasę koncertową.
4 czerwca 2001 wydali album pt. Ad. 4, który podpisywali podczas spotkania prasowego w warszawskim Empiku, na które przyszło ok. 500 osób. Z krążkiem zadebiutowali na pierwszym miejscu listy najczęściej kupowanych płyt w kraju i utrzymali się na szczycie notowania przez 18 tygodni. Tylko w dniu premiery album rozszedł się w nakładzie 56 tys. egzemplarzy, za co muzycy odebrali certyfikat złotej płyty podczas 38. KFPP w Opolu, na którym otrzymali także nagrodę publiczności w konkursie „Premier” za utwór „Powiedz”. Po występie na festiwalu kontynuowali trasę koncertową po Polsce, na której zapowiadał ich Końjo, a choreografką towarzyszącej im grupy tanecznej była Mandaryna. Latem 2001 dali 148 występów, przy czym niekiedy grali po dwa koncerty dziennie. Ich publiczność czasem liczyła nawet 70–80 tys. osób, zagrali też koncert na wakacyjnej trasie TVP2 w Niechorzu dla 200 tys. osób na widowni oraz wyprzedali sześć koncertów w Hali Arena w Poznaniu. Mimo to krytycy wciąż uznawali koncerty Ich Troje za kiczowate, choć doceniali pomysły inscenizacyjne zespołu, a samą grupę określali mianem fenomenu na polskiej scenie muzycznej. Utwory Ich Troje, choć cieszyły się dużą popularnością wśród słuchaczy, nadal były bojkotowane przez ogólnopolskie rozgłośnie. Wiśniewski, rozczarowani niewybrednymi komentarzami prezenterów Radia Zet o zespole i jego fanach, zażądał zaprzestania emisji utworu „Powiedz” na antenie tej rozgłośni, stając się przy tym pierwszym wykonawcą w historii polskiego rynku muzycznego, który odmówił ogólnopolskiemu radiu nadawania swojej piosenki. W tym okresie muzycy nakręcili także teledyski do singli „Zawsze z Tobą chciałbym być...” i „Razem a jednak osobno”.
W lipcu 2001 wystąpili na Mazurskiej Biesiadzie Kabaretowej w Mrągowie, na której odebrali certyfikat podwójnie platynowej płyty za sprzedaż Ad. 4. W tym samym miesiącu, reprezentując Polskę z piosenkami „Powiedz” i „Zawsze z Tobą chciałbym być…”, zdobyli Grand Prix 24. Festiwalu Krajów Nadbałtyckich w Karlshamn, a także otrzymali festiwalową nagrodę publiczności. Poza tym poparli kandydatów SLD przed wyborami parlamentarnymi, pisząc dla partii utwór promocyjny „Czas normalnej drogi” oraz biorąc udział w jej konwentach wyborczych. W sierpniu włączyli się w akcję pomocy ofiarom powodzi, przekazując 60 tys. zł na konto Polskiej Misji Medycznej. W tym samym miesiącu odebrali certyfikat platynowej płyty za sprzedaż 100 tys. sztuk albumu pt. 3, a w październiku odebrali diamentową płytę za Ad. 4. W listopadzie zarejestrowali koncert w krakowskim Teatrze STU pod hasłem „Miłość i zdrada”, który następnie wydali na płycie DVD i kasecie VHS o tym samym tytule, wzbogaconym o materiały nakręcone za kulisami widowiska. W grudniu odebrali certyfikat sześciokrotnie platynowej płyty za sprzedaż 950 tys. sztuk Ad. 4 w Polsce.

### 2002–2003:Po piąte… a niech gadają!i Konkurs Piosenki Eurowizji
1 stycznia 2002 premierę miała składanka pt. Koktajl zawierająca nagrania z pierwszych dwóch płyt Ich Troje. Z kolei kompilacje przebojów zespołu były dołączane do czasopism, które to odnotowały sprzedaż w wielomilionowym nakładzie. Muzycy na początku roku rozpoczęli pracę nad kolejną płytą. W kwietniu odebrali trzy statuetki „Mikrofony Popcornu” (dla wokalisty i zespołu roku oraz za przebój roku – „Powiedz”), a także cztery statuetki Złotego Otto od czytelników „Bravo”. Uczestniczyli także w gali rozdania Fryderyków, na której byli nominowani do zdobycia nagrody dla zespołu roku i za album roku pop.
Przed premierą kolejnej płyty wypuścili teledyski do singli: „Tango straconych” i „Mam już dość”. 3 maja ruszyli w trasę koncertową, która obejmowała prawie 200 występów w Polsce. 16 maja wydali dwupłytowy album pt. Po piąte... a niech gadają, a w dniu premiery uczestniczyli w kilku spotkaniach autorskich. Z wydawnictwem dotarli do pierwszego miejsca zestawienia najczęściej kupowanych płyt w Polsce i pozostali na szczycie notowania przez 14 tygodni. Tylko w dniu premiery odnotowali sprzedaż 150 tys. egzemplarzy albumu, za który ostatecznie uzyskali status diamentowej płyty. W czerwcu zagrali półgodzinny recital na 39. KFPP w Opolu oraz odebrali festiwalowe Superjedynki za wygraną w kategoriach: zespół roku, najlepsza płyta pop, przebój roku i wydarzenie roku. Na kolejny singiel z płyty wybrali utwory „Zakochaj się” i „Tobą oddychać chcę”, a do drugiej piosenki nakręcili teledysk. W sierpniu ponownie wystąpili na festiwalu w Mrągowie, a w następnym miesiącu dali kolejny show w mrągowskim Amfiteatrze. 9 września podczas koncertu w Sali Kongresowej w Warszawie odebrali diamentową płytę za sprzedaż 700 tys. egzemplarzy Po piąte…
Majkowska podczas trasy koncertowej Ich Troje w USA zdecydowała się na odejście z zespołu, tłumacząc decyzję zmęczeniem. Wiśniewski i Łągwa w drugiej połowie 2002 poinformowali o zawieszeniu działalności Ich Troje na dwa lata z uwagi na chęć promocji w Niemczech. Niedługo później stworzyli zespół Troje, którego wokalistką została Elli Mücke. Nagrali z nią album pt. Keine Grenzen (wydany w czerwcu 2003; rozszedł się w nakładzie ok. 10 tys. egzemplarzy w Niemczech), a w marcu 2003 z promującym płytę singlem „Liebe macht Spaß” zajęli szóste miejsce w finale niemieckich eliminacji do 48. Konkursu Piosenki Eurowizji. Dwa miesiące wcześniej z utworem „Keine Grenzen – Żadnych granic”, który nagrali z Majkowską, zwyciężyli w finale polskich selekcji, zostając reprezentantami Polski na Eurowizji 2003 w Rydze. W kwietniu 2003, na miesiąc przed występem w konkursie, wydali składankę pt. The Best of Ich Troje, którą promowali singlem „Babski świat” napisanym przez Wiśniewskiego i Łągwę po ogłoszeniu przez Majkowską decyzji o odejściu z zespołu. Album dotarł do pierwszego miejsca na liście sprzedaży i uzyskał status platynowej płyty. Również w kwietniu Wiśniewski i Łągwa wystąpili na charytatywnym pikniku „Odnawiamy nadzieję” na Torze Wyścigów Konnych Służewiec. Na tydzień przed finałem Eurowizji cały zespół uczestniczył w spotkaniu autorskim w łódzkim Empiku, po czym zagrał półgodzinny koncert na ulicy Piotrkowskiej. 24 maja muzycy wystąpili w finale Eurowizji 2003 i zajęli w nim siódme miejsce. Za promocję ich udziału na Eurowizji, a przy okazji samego konkursu w Polsce, odpowiadała m.in. stacja TVN, która od marca do czerwca 2003 emitowała codzienny reality show Jestem jaki jestem o życiu Wiśniewskiego i kulisach pracy Ich Troje.
Majkowska po powrocie do Polski ostatecznie opuściła zespół, a do składu dołączyła Elli Mücke, z którą Wiśniewski i Łągwa wystąpili na 40. KFPP w Opolu i odebrali Superjedynkę za płytę pop (Po piąte… a niech gadają). Mücke zakończyła współpracę z zespołem ze względu na barierę językową. Nową wokalistką Ich Troje została Anna Świątczak, która była chórzystką podczas 40. KFPP w Opolu i jeszcze tego samego wieczoru dostała propozycję dołączenia do zespołu, a kilka dni później przyjęła ofertę. Pierwszy koncert w nowym składzie zagrali w Hamm, następnie dali serię występów w Polsce.

### 2004:6-ty ostatni przystaneki zawieszenie działalności
3 marca 2004 Wiśniewski ogłosił decyzję o rozwiązaniu zespołu, które poprzedzi premiera ostatniego albumu i letnia trasa koncertowa. 5 marca muzycy zagrali dziewięć koncertów w Niemczech, a od 27 maja do 4 września grali trasę po Polsce. 21 czerwca wydali album pt. 6-ty ostatni przystanek, z którym dotarli do drugiego miejsca listy najczęściej kupowanych płyt w kraju i za którego sprzedaż uzyskali status złotej płyty. Płytę promowali singlem „Letnia piosenka o niczym ważnym”, do którego nakręcili teledysk podczas imprezy „Ich Troje i przyjaciele” transmitowanej przez TVN. Pod koniec października wyruszyli w tygodniową trasę po Stanach Zjednoczonych, gdzie zagrali dla Polonii. 12 grudnia w Kielcach zagrali pożegnalny koncert w ramach imprezy pod hasłem „Bezpieczne Świętokrzyskie – narkotykom stop!”.
Wiśniewski w okresie zawieszenia Ich Troje kontynuował solowe projekty oraz m.in. wspierał rozwój kariery muzycznej Mandaryny. Solowo działał również Łągwa.

### 2005–2006: Reaktywacja i ponowny start w Konkursie Piosenki Eurowizji
Na początku 2005 pojawiły się informacje, że obaj pracują nad rosyjskojęzycznym albumem, na który nagrali demo kilku przebojów Ich Troje (m.in. „Powiedz” i „Babski świat”) po rosyjsku. Projekt nie doczekał się wydania m.in. z uwagi na solowy projekt Wiśniewskiego pod szyldem Renia Pączkowska oraz zakończenie współpracy Ich Troje z wytwórnią Universal Music Polska.
Dzięki wysokiej sprzedaży płyty 6-ty ostatni przystanek, 24 czerwca Wiśniewski, Łągwa i Świątczak wystąpili w koncercie „Top” na festiwalu TOPtrendy 2005 w Sopocie. Niedługo po festiwalu reaktywowali Ich Troje, a niedługo później zmienili menedżment – miejsce Macieja Durczaka zajęły Magdalena Czerwiec i Joanna Blangiewicz, a później tę funkcję pełnili także Ralf Zielasko, Darek Włosek i Anna Rydel. Od 12 sierpnia do 23 września odbyli trasę koncertową po Polsce w ramach kampanii wyborczej Samoobrony RP i Andrzeja Leppera przed wyborami parlamentarnymi i prezydenckimi. W Darłowie, na pierwszym z 50 koncertów trasy, premierowo wykonali utwór „Dokąd idziesz, Polsko?”, który był zainspirowany wstąpieniem Polski do Unii Europejskiej i który wydzierżawili Samoobronie na potrzeby jej kampanii parlamentarnej, za co mieli zainkasować 2 mln zł.
W listopadzie 2005 ogłosili pracę nad nową płytą. Podpisali także kontrakt z wytwórnią EMI Music Poland. Pod koniec roku zgłosili dwie piosenki („Geronimo” i „Follow My Heart”) do programu Piosenka dla Europy 2006. W styczniu 2006 z utworem „Follow My Heart”, który nagrali z Magdą Femme, Justyną Majkowską i gościnnym udziałem Reala McCoya, zwyciężyli w finale selekcji, zostając reprezentantami Polski w 51. Konkursie Piosenki Eurowizji w Atenach. Wkrótce podpisali kontrakt z siecią komórkową Sami Swoi, która wsparła finansowo ich przygotowania do występu na Eurowizji. Od lutego i marca przebywali w trasie koncertowej po USA i Kanadzie, gdzie dali 27 występów dla Polonii; nieobecnego za oceanem Łągwę zastąpił Jacek Subociałło. W tym międzyczasie wsparli zbiórkę pieniędzy na rzecz rodzin ofiar tragedii w Katowicach, zbierając na ten cel 10 tys. dol, a także nagrali utwór „Śląsk jest w niebie” upamiętniający ofiary katastrofy. W kwietniu odbyli przedeurowizyjną trasę promocyjną po Europie, a 18 maja wystąpili w półfinale Eurowizji 2006 i zajęli 11. miejsce po zdobyciu 70 pkt, przez co nie awansowali do finału; aby przejść dalej, zabrakło im sześciu punktów. Po powrocie do Polski, od czerwca do września odbywali letnią trasę pt. Sami swoi obejmującą ponad 30 koncertów; w trasie uczestniczyły także Femme i Majkowska.

### 2006–2009:7 grzechów głównychiÓsmy obcy pasażer
18 grudnia 2006 wydali album pt. 7 grzechów głównych, który był dostępny w sprzedaży w kioskach Ruchu w ramach zapoczątkowanej przez Wiśniewskiego akcji „Ruch i Muzyka”. Płytę promowali singlem „Bóg jest miłością”, polską wersją piosenki „Awesome God”. Sprzedali 200 tys. egzemplarzy albumu. Na początku 2007 odbyli trasę koncertową po USA i Kanadzie, grając 30 występów dla Polonii. Wideorelacja z trasy była emitowana w cotygodniowych blokach w programie Dzień dobry TVN. Od czerwca do września odbyli ogólnopolską trasę koncertową pt. Avans Tour 2007, która obejmowała 30 występów. 31 sierpnia w Amfiteatrze Kadzielnia w Kielcach zagrali koncert jubileuszowy pt. „10 lat Ich Troje, ... a niech gadają!”; widowisko transmitowane przez Polsat obejrzało ponad 3,5 mln widzów. Pod koniec roku menedżerką Ich Troje została Katarzyna Davies.
W czerwcu 2008 wystąpili z „Powiedz” w koncercie jubileuszowym na 45. KFPP w Opolu. Zgłosili się także z utworem „Wchodzę za wszystko” do festiwalowego konkursu „Premier”, jednak nie zostali zakwalifikowani do finału. 8 sierpnia 2008 zajęli drugie miejsce z dance’ową piosenką „Play in Team” na Sopot Hit Festiwal 2008. Latem zagrali kilka koncertów w Polsce, Niemczech i Holandii. Pracowali także nad nowym albumem, a piosenki z płyty zagrali m.in. 28 października w Teatrze Wielkim w Łodzi podczas koncertu pt. „Zawsze naprzód, nigdy wstecz – 13 powodów” transmitowanego przez Polsat. 4 grudnia wydali – ponownie w ramach akcji „Ruch i Muzyka” – album pt. Ósmy obcy pasażer, a jego premierze towarzyszył recital Ich Troje podczas konferencji prasowej w hotelu Hyatt w Warszawie. Album dotarł do zaledwie 42. miejsca na liście sprzedaży w Polsce.
W 2009 członkowie Ich Troje skupili się na solowych projektach – Świątczak rozpoczęła swingowy projekt pod hasłem Aniqa, Łągwa wydał album pt. Rozdział drugi, a Wiśniewski rozwijał biznes pokerowy. Wiosną zagrali wspólnie kilka koncertów w Niemczech, latem dali kilkanaście występów w Polsce, a pod koniec roku zagrali kolejną trasę dla amerykańskiej Polonii.

### 2010–2018: Kolejne roszady w zespole iPierwiastek z dziewięciu
Pod koniec stycznia 2010 zagrali jeszcze jedną trasę dla Polonii, tym razem w USA i Kanadzie. Zajętą solowymi projektami Świątczak na niektórych koncertach Ich Troje w Polsce zastępowała Anna Stanisławska. 18 września w Świerklanach zagrali ostatni koncert ze Świątczak, która postanowiła odejść z Ich Troje, by w pełni rozwijać karierę solową. Wiśniewski i Łągwa w drodze przesłuchań wyłonili nową wokalistkę Ich Troje, którą została Jeanette Vik, norweska piosenkarka polskiego pochodzenia. W kwietniu 2011 zapowiedzieli wydanie na jesień nowej płyty, ta jednak nie ukazała się w planowanym terminie, bo prace nad materiałem się opóźniały, a Wiśniewski i Łągwa nie mieli inspiracji do tworzenia nowych piosenek. W tym okresie dochodziło także do licznych roszad w żeńskim składzie Ich Troje. Podczas prac nad płytą muzycy zakończyli współpracę z Vik przez jej problemy ze śpiewaniem w języku polskim. W tym czasie nową menedżerką Ich Troje została Dominika Tajner-Idzik, ówczesna partnerka życiowa Wiśniewskiego. W czerwcu 2011 kolejną wokalistką zespołu została Justyna Panfilewicz, która pracowała z Wiśniewskim przy realizacji programu rozrywkowego Bitwa na głosy. Łągwa i Wiśniewski w 2012 wydali satyryczny utwór „Jadą kibice” z myślą o Mistrzostwach Europy w Piłce Nożnej 2012. Założyciele zespołu ponownie skupili się na solowych występach kosztem koncertów jako Ich Troje, których latem 2012 dali zaledwie kilka.
W marcu 2013 Panfiliewicz poinformowała o swoim odejście z Ich Troje, wcześniej nie uprzedzając o tym reszty zespołu. Wiśniewski i Łągwa wówczas zwrócili się z zaproszeniem do Marty Milan, która wcześniej brała udział w przesłuchaniach na wokalistkę formacji. Niedługo później zagrali pierwsze wspólne koncerty w Polsce oraz wylecieli w trasę do USA, jednak wskutek nieporozumienia z organizatorem amerykańskiej trasy dali jedynie dwa z kilkunastu występów. Wiśniewski zarzucał organizatorowi – firmie Christopher Entertainment – brak promocji koncertów i nagłą zmianę warunków współpracy. W maju 2014, mimo prawnego konfliktu z firmą, powrócili do USA, by zagrać koncert w Chicago dla amerykańskiej Polonii. 26 czerwca 2014 zagrali koncert Domówka u Wiśniewskiego, który był transmitowany na YouTube oraz został pokazany dzień później na kanale TVR. W sierpniu 2015 wystąpili na koncercie Disco pod gwiazdami transmitowanym przez Polsat. Wiśniewski w trakcie telewizyjnego widowiska ogłosił rozpoczęcie jubileuszowej trasy koncertowej Ich Troje po Polsce. Rozpoczęta koncertem w Arłamowie trasa cieszyła się dużym zainteresowaniem mediów i publiczności. 24 czerwca 2016 muzycy zagrali w katowickim Spodku koncert pt. „20-lecie Ich Troje – A wszystko to... bo ciebie kocham”, który transmitowała telewizja Polsat; podczas koncertu gościnnie wystąpiły Justyna Majkowska i Anna Świątczak. 17 czerwca 2016 Wiśniewski wydał solowy, dwupłytowy album pt. Nierdzewny / Remixed, na którym umieścił m.in. remiksy 13 największych hitów Ich Troje. Płytę promował singlami: „Nie zatrzymasz mnie” i „Krzyk”, który nagrał w duecie z Justyną Majkowską. W kolejnych miesiącach zagrali jubileuszową trasę koncertową po polskich klubach.
W grudniu 2016 Milan odeszła z Ich Troje w związku z zobowiązaniami zawodowymi w USA. W tym samym czasie menedżerką zespołu przestała być Dominika Tajner-Idzik. Wiśniewski i Łągwa wówczas zatrudnili na próbę dwie wokalistki koncertowe – Izabellę Rzeszowską (uczestniczkę konkursu „Drzwi do kariery” realizowanego w ramach programu Jestem jaki jestem na TVN) i Agatę Buczkowską, która pojawiła się jako statystka w teledysku do utworu „Nie zatrzymasz mnie”. Po kilku wspólnych koncertach zdecydowali, że nową wokalistką Ich Troje będzie Buczkowska. W nowym składzie kontynuowali jubileuszową trasę koncertową po Polsce, której finał odbył się 29 kwietnia w Teatrze Palladium w Warszawie. Zapowiedzieli także rozpoczęcie prac nad nową płytą. Album pt. Pierwiastek z dziewięciu wydali 8 grudnia 2017. Płytę promowali teledyskami do singli: „Letnia przygoda”, „Anioły”, „Hejty” oraz „Czerń i biel”; wideoklip do pierwszego z utworów wzbudził kontrowersje z uwagi na poruszenie w nim wątku seksu podczas pielgrzymki. Z albumem dotarli do 37. miejsca na liście bestsellerów w Polsce.
W 2018 zagrali na wielu imprezach klubowych, ale także wystąpili m.in. na festiwalach: Disco Stars Festival w Jarocinie i na Festiwalu Piosenki Radiowej w Kielcach.

### 2019–2024:Projekt X
W październiku 2019 podczas przyjęcia urodzinowego Jacka Łągwy Wiśniewski zapowiedział 10. album Ich Troje – X przykazań, czyli projekt X. Jesienią 2019 Wiśniewski i Łągwa byli jurorami w jednym z odcinków programu Szansa na sukces z piosenkami Ich Troje. Nieobecność Buczkowskiej w programie wywołała spekulacje o rozłamie w zespole. Buczkowska w listopadzie 2019 została wyłączona z koncertowania z zespołem, a jej miejsce wówczas zajmowała Anna Świątczak, która w tym okresie współpracowała z Ich Troje jako menedżerka. Na początku 2020 premierę miał, ciepło przyjęty przez internautów, teledysk do piosenki „Wypijmy za to” z udziałem Justyny Majkowskiej, a także remiks tego utworu w wykonaniu Buczkowskiej. Wokalistka po konflikcie z Wiśniewskim nie podpisała nowej umowy i rozstała się z zespołem. W marcu 2020 Wiśniewski ogłosił, że wokalistką Ich Troje ponownie będzie Świątczak, która wówczas towarzyszyła im w trasie koncertowej dla amerykańskiej Polonii. Pierwszy wspólny koncert po dziewięcioletniej przerwie zagrali w listopadzie 2019 w Lublinie podczas trasy Michał Wiśniewski Akustycznie, a wcześniej wystąpili razem w jednym ze specjalnych odcinków teleturnieju Jaka to melodia?. Pracę nad następną płytą i przygotowania do kolejnej trasy koncertowej zakłóciła im pandemia COVID-19.
W lipcu 2022 wydali album pt. Projekt X, który promowali singlem „Nie szukaj mnie”. W sierpniu tego samego roku w ramach Festiwalu Weselnych Przebojów w Mrągowie transmitowanego przez Polsat zagrali recital z okazji 25-lecia działalności artystycznej, podczas którego wykonali swoje największe przeboje, m.in. z gościnnym udziałem Dody, Etiennette i Xaviera Wiśniewskich oraz Justyny Majkowskiej. W sierpniu 2024 zespół wystąpił na 30. Pol’and’Rock Festivalu. W grudniu tego samego roku po pięciu latach z zespołu odeszła Anna Świątczak.

### Od 2025:Wybiła jedenasta
Na początku 2025 wokalistką zespołu została Martyna Majchrzak. W czerwcu miała premierę płyta Wybiła jedenasta, którą promował singel „Nie pytam Cię o miłość”. W tym samym miesiącu zespół zagrał koncert z okazji 30-lecia działalności w Operze Leśnej w Sopocie, który miesiąc później został wyemitowany przez TVP1 pod hasłem „Zawsze z Wami chciałbym być”. Podczas koncertu gościnnie wystąpili: Kasia Sienkiewicz, Mandaryna i Xavier Wiśniewski.

## Charakterystyka zespołu
Ich Troje wykonuje piosenki głównie popowe, pop-rockowe i rockowe oraz ballady, a także utwory inspirowane rockiem gotyckim, punk rockiem i heavy metalem. Dziennikarz Marek Niedźwiecki opisał muzykę Ich Troje jako „fabularyzowany pop”. Jacek Łągwa twierdzi, że cechą charakterystyczną zespołu jest fakt, iż ich płyty nie są spójne muzycznie, bo zawarte na nich utwory są utrzymane w różnych stylizacjach.
Niektóre piosenki Ich Troje są spolszczonymi przez Michała Wiśniewskiego coverami utworów niemieckich artystów, takich jak Die Toten Hosen, Matthias Reim, Rosenstolz, Falco, Die Ärzte czy Rich Mullins.
Już po premierze debiutanckiego albumu krytycy mieli podzielone zdanie o Ich Troje – jedni doceniali ich za niekonwencjonalne brzmienia i nowatorskie spojrzenie na muzykę, drudzy osadzali ich twórczość w kiczowatej stylistyce lat 80.

## Dyskografia
Albumy studyjne
| Rok                            | Tytuł | Pozycja na liście | Sprzedaż          | Certyfikat               |
| Rok                            | Tytuł | POL               | Sprzedaż          | Certyfikat               |
| ------------------------------ | --- | ----------------- | ----------------- | ------------------------ |
| 1996                           | Intro - Data: 9 września 1996 - Wydawca: Koch International Poland - Format: CD, MC, digital download                | –                 | - POL: 50 000+    | - ZPAV: złota płyta      |
| 1997                           | ITI Cd. - Data: 22 września 1997 - Wydawca: Koch International Poland - Format: CD, MC                               | 44                |                   |                          |
| 1999                           | 3 - Data: 24 maja 1999 - Wydawca: Universal Music Polska - Format: CD, MC, digital download                          | 2                 | - POL: 100 000+   | - ZPAV: platynowa płyta  |
| 2001                           | Ad. 4 - Data: 4 czerwca 2001 - Wydawca: Universal Music Polska - Format: CD, MC, digital download                    | 1                 | - POL: 500 000+   | - ZPAV: diamentowa płyta |
| 2002                           | Po piąte... a niech gadają - Data: 20 maja 2002 - Wydawca: Universal Music Polska - Format: CD, MC, digital download | 1                 | - POL: 500 000+   | - ZPAV: diamentowa płyta |
| 2004                           | 6-ty ostatni przystanek - Data: 21 czerwca 2004 - Wydawca: Universal Music Polska - Format: CD, MC, digital download | 2                 | - POL: 35 000+    | - ZPAV: złota płyta      |
| 2006                           | 7 grzechów głównych - Data: 18 grudnia 2006 - Wydawca: Sony Music - Format: CD, digital download                     | –                 | - POL: 200 tys.+. |                          |
| 2008                           | Ósmy obcy pasażer - Data: 13 grudnia 2008 - Wydawca: Etiennette Media - Format: CD                                   | 42                |                   |                          |
| 2017                           | Pierwiastek z dziewięciu - Data: 8 grudnia 2017 - Wydawca: Warner Music Poland - Format: CD, digital download        | 37                |                   |                          |
| 2022                           | Projekt X - Data: 10 lipca 2022 - Wydawca: Warner Music Poland - Format: CD, LP, digital download                    | –                 |                   |                          |
| 2025                           | Wybiła jedenasta - Data: 27 czerwca 2025 - Wydawca: Universal Music Polska - Format: CD, digital download, streaming | 13                |                   |                          |
| „–” pozycja nie była notowana. | |                   |                   |                          |

Kompilacje
| Rok                            | Tytuł                                                                                             | Pozycja na liście | Sprzedaż | Certyfikat              |
| Rok                            | Tytuł                                                                                             | POL               | Sprzedaż | Certyfikat              |
| ------------------------------ | ------------------------------------------------------------------------------------------------- | ----------------- | -------- | ----------------------- |
| 1999                           | The best of... - Data: 28 września 1999 - Wydawca: Koch International Poland                      | –                 |          |                         |
| 2002                           | Koktajl - Data: 1 stycznia 2002 - Wydawca: Koch International Poland                              | –                 |          |                         |
| 2003                           | The Best of Ich Troje - Data: 24 kwietnia 2003 - Wydawca: Universal Music Polska                  | 1                 |          | - ZPAV: platynowa płyta |
| 2003                           | Keine Grenzen - Data: 16 czerwca 2003 - Wydawca: Koch Universal                                   | –                 |          |                         |
| 2016                           | Nierdzewny / Remixed (Michał Wiśniewski i Ich Troje) - Data: 17 czerwca 2016 - Wydawca: Tajner.Co | 43                |          |                         |
| „–” pozycja nie była notowana. |                                                                                                   |                   |          |                         |

Albumy koncertowe
| Rok  | Tytuł | Uwagi                                       |
| ---- | --- | ------------------------------------------- |
| 2001 | Miłość i zdrada - Data: 5 grudnia 2001 - Wydawca: Universal Music Polska                                          | - Album koncertowy                          |
| 2003 | Widowisko jakiego jeszcze nie było - Data: 2003 - Wydawca: Naj                                                    | - Album koncertowy                          |
| 2008 | Koncert Ich Troje pt. „10 lat Ich Troje, ... a niech gadają!” - Data: 13 grudnia 2008 - Wydawca: Etiennette Media | - DVD dołączone do albumu Ósmy obcy pasażer |
| 2017 | Live in Cracow - Data: 13 maja 2017 - Wydawca: Red Adler                                                          |                                             |

Single
| Rok                                                      | Tytuł                                   | Pozycje na listach | Pozycje na listach | Pozycje na listach | Pozycje na listach | Album                                 |
| Rok                                                      | Tytuł                                   | LP3                | SLiP               | PiK                | WiR                | Album                                 |
| -------------------------------------------------------- | --------------------------------------- | ------------------ | ------------------ | ------------------ | ------------------ | ------------------------------------- |
| 1996                                                     | „Prawo”                                 | –                  | –                  | –                  | –                  | Intro                                 |
| 1996                                                     | „Ci wielcy”                             | –                  | –                  | –                  | –                  | Intro                                 |
| 1997                                                     | „Lustro”                                | 44                 | 46                 | –                  | –                  | ITI Cd.                               |
| 1997                                                     | „Milion serc”                           | –                  | –                  | –                  | –                  | Singiel niealbumowy                   |
| 1999                                                     | „A wszystko to... (bo ciebie kocham)!”  | –                  | 13                 | 1                  | –                  | 3                                     |
| 1999                                                     | „Jeanny – End of the Story”             | –                  | 66                 | 10                 | –                  | 3                                     |
| 1999                                                     | „Hit Mix’99, czyli co to jest za jazda” | –                  | –                  | –                  | –                  | 3                                     |
| 2001                                                     | „Powiedz”                               | –                  | 1                  | 1                  | 1                  | Ad. 4                                 |
| 2001                                                     | „Razem a jednak osobno”                 | –                  | 14                 | 17                 | 11                 | Ad. 4                                 |
| 2001                                                     | „Zawsze z Tobą chciałbym być...”        | –                  | –                  | –                  | 1                  | Ad. 4                                 |
| 2002                                                     | „Tango straconych”                      | –                  | 65                 | 9                  | 6                  | Po piąte... a niech gadają            |
| 2002                                                     | „Zakochaj się”                          | –                  | –                  | –                  | –                  | Po piąte... a niech gadają            |
| 2002                                                     | „Tobą oddychać chcę”                    | –                  | –                  | –                  | –                  | Po piąte... a niech gadają            |
| 2002                                                     | „Tolko slowa (Tell Me Why)”             | –                  | –                  | –                  | –                  | Po piąte... a niech gadają            |
| 2003                                                     | „Keine Grenzen – Żadnych granic”        | –                  | –                  | –                  | –                  | The Best of Ich Troje i Keine Grenzen |
| 2003                                                     | „Babski świat”                          | –                  | –                  | –                  | –                  | The Best of Ich Troje                 |
| 2004                                                     | „Letnia piosenka o niczym ważnym”       | –                  | –                  | –                  | –                  | 6-ty ostatni przystanek               |
| 2005                                                     | „Dokąd idziesz, Polsko?”                | –                  | –                  | –                  | –                  | Singiel niealbumowy                   |
| 2006                                                     | „Follow My Heart”                       | –                  | –                  | –                  | –                  | Singiel niealbumowy                   |
| 2006                                                     | „Bóg jest miłością”                     | –                  | –                  | –                  | –                  | 7 grzechów głównych                   |
| 2007                                                     | „Perfekcyjna miłość”                    | –                  | –                  | –                  | –                  | 7 grzechów głównych                   |
| 2008                                                     | „Play in Team”                          | –                  | –                  | –                  | –                  | Ósmy Obcy Pasażer                     |
| 2017                                                     | „Letnia przygoda”                       | –                  | –                  | –                  | –                  | Pierwiastek z dziewięciu              |
| 2018                                                     | „Anioły”                                | –                  | –                  | –                  | –                  | Pierwiastek z dziewięciu              |
| 2018                                                     | „Hejty”                                 | –                  | –                  | –                  | –                  | Pierwiastek z dziewięciu              |
| 2018                                                     | „Czerń i biel”                          | –                  | –                  | –                  | –                  | Pierwiastek z dziewięciu              |
| 2018                                                     | „Samo życie”                            | –                  | –                  | –                  | –                  | Pierwiastek z dziewięciu              |
| 2022                                                     | „Nie szukaj mnie”                       | –                  | –                  | –                  | –                  | Projekt X                             |
| 2025                                                     | „Nie pytam Cię o miłość”                | –                  | –                  | –                  | –                  | Wybiła jedenasta                      |
| „–” oznacza, że singel nie był notowany na danej liście. |                                         |                    |                    |                    |                    |                                       |